# Arandisa deserticola
Genre
Espèce
Arandisa deserticola, unique représentant du genre Arandisa, est une espèce d'araignées aranéomorphes de la famille des Sparassidae.

## Distribution
Cette espèce se rencontre en Namibie et en Afrique du Sud.

## Description
La femelle subadulte holotype mesure 10,8 mm.

## Systématique et taxinomie
Cette espèce a été décrite par Lawrence en 1938.
Ce genre a été décrit par Lawrence en 1938.

## Publication originale
- Lawrence, 1938 : « Transvaal Museum Expedition to South-West Africa and Little Namaqualand, May to August 1937. Spiders. » Annals of the Transvaal Museum, vol. 19, p. 215-226 (texte intégral).